# Granö (Sipoo)
Granö  est une île du golfe de Finlande à Sipoo en Finlande.

## Présentation
Granö est séparée du continent par un détroit d'environ un kilomètre de large.
À l'ouest, sur la rive opposée de Kalkkisaarenselkä, se trouvent les jetées les plus proches du port de Vuosaari, au nord se trouvent Karhusaari et Talosaari, au sud se trouve Mölandet.
Lîle à une superficie de 233 hectares et son point culminant s'élève à environ 30 mètres d'altitude.

## Histoire
Selon le Museovirasto, un village médiéval était situé dans la partie nord de l'île au XVIIe siècle.
La grande colère  a vidé Granö, qui était occupé par trois maisons, et des habitants ne sont revenus qu'au milieu du XVIIIe siècle, lorsque le manoir d'Östersundom a établi deux métayers sur l'île.
Une briqueterie a été construite sur l'île à la fin du XVIIIe siècle.
Dans les années 1970, Helsinki a acheté une partie de l'île de Granö, pour y batir la première centrale nucléaire de Finlande. 
Le projet ne s'est jamais réalisé.

## Urbanisme
Bien que l'île de Granö soit située dans la commune de Sipoo, l'île n'est pas dabs au sous-schéma directeur de l'archipel de Sipoo[incompréhensible] et de la côte.  
La partie sud-ouest de Sipoo a été reliée à Helsinki le 1er janvier 2009.
Le zonage de Granö fait partie du plan d'urbanisme d'Östersundom, qui est développé en coopération entre les municipalités frontalières.